# Fatima Sadiqi

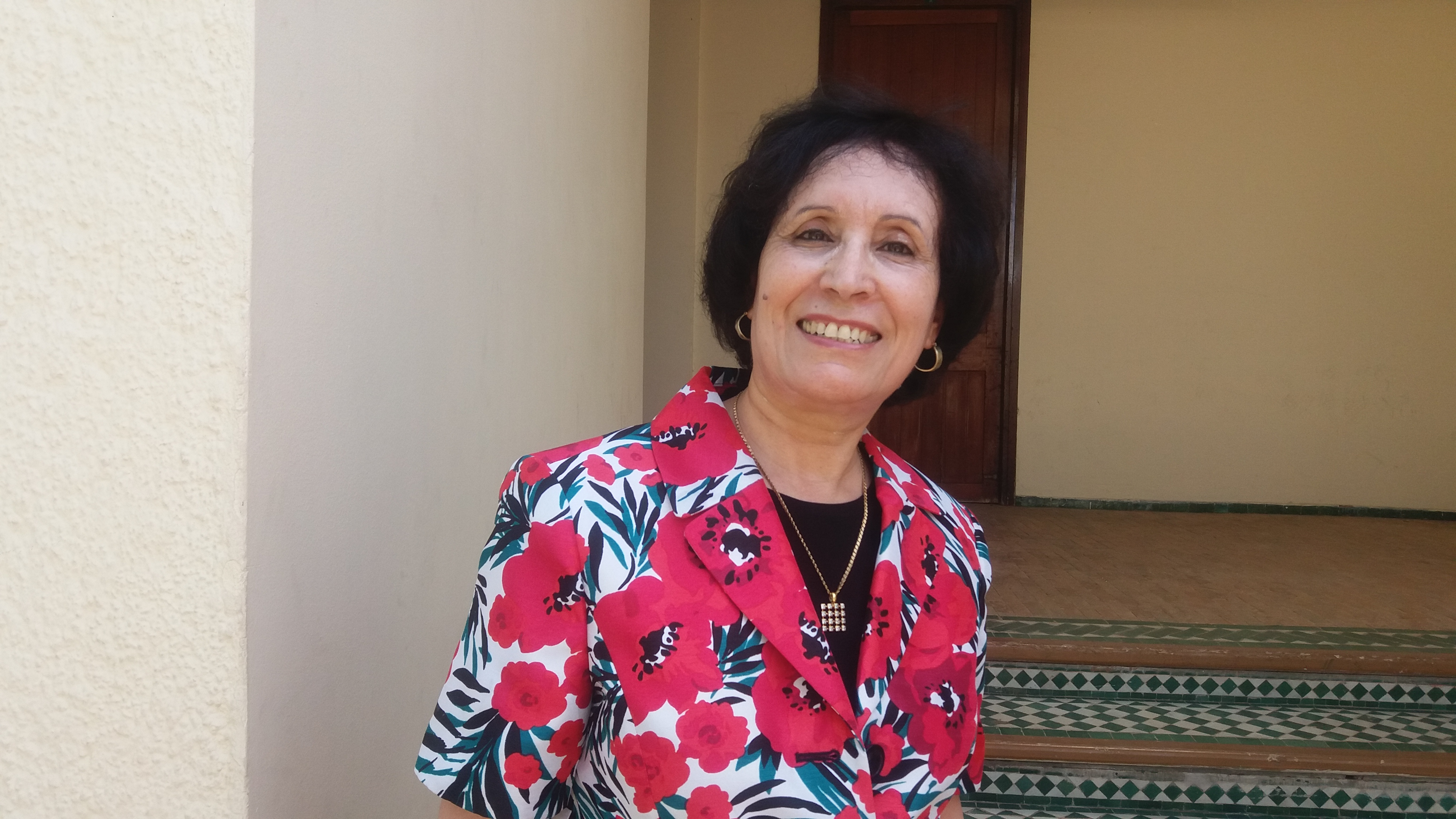
Fatima Sadiqi, cerca de 2016

Fatima Sadiqi, nascida em 1953, é uma professora marroquina de Linguistica e Estudos de Género na Universidade Sidi Mohamed Ben Abdellah, em Fez, Marrocos.